# Valentijn (documentaire)
Valentijn is een Nederlandse documentaire van Hetty Nietsch, uitgezonden op 30 oktober 2007 door de VARA.
In deze documentaire wordt Valentijn de Hingh vanaf 8-jarige leeftijd negen jaar gevolgd in haar transitie van man naar vrouw. Er is aandacht besteed aan de keuzes die Valentijn moet maken, maar ook aan hoe familie - ouders, haar broertje - en (school)vrienden met deze verandering omgaan.